# Òptica arqueològica
L'òptica arqueològica és l'estudi de l'experiència i l'ús ritual de la llum per part dels pobles antics. L'òptica arqueològica és una branca de l'arqueologia sensorial, que explora les percepcions humanes de l'entorn físic en un passat remot, i és germà de l'arqueoastronomia, que s'ocupa de les observacions antigues dels cossos celestes, i de l'acústica arqueològica, que examina les aplicacions del so.
La recerca de diversos investigadors d'arreu del món ha permès descobrir les formes com els pobles antics van trobar i utilitzar el principi de la càmera obscura per a diversos propòsits. En una cambra fosca, la llum que passa per una petita obertura pot crear imatges en moviment inquietants i efímeres, que podrien haver desencadenat i consolidat modes de pensament innovadors, noves formes de representació i creences en regnes fora d'aquest món.

## Base òptica

### Llum
La llum visible, una petita part de l'espectre electromagnètic, comprèn longituds d'ona entre 380 i 750 nanòmetres, que els humans percebem com els colors de l'espectre: vermell, taronja, groc, verd, blau, indi i violeta. La llum es comporta seguint un conjunt de regles ben definides, ja que, tret que sigui refractada o reflectida per un altre objecte, o la seva trajectòria sigui corbada per la gravetat, viatja en línies rectes.

### Visió
Un ull és essencialment una cambra fosca amb un petit forat al davant que permet que la llum hi entri. La lent, just darrere de l'obertura de la pupil·la, és completament transparent, però sembla negra perquè l'espai interior que hi ha darrere és fosc. Els raigs de llum travessen la lent, produint una imatge invertida sobre la retina, que és posteriorment reorientada pel cervell. Aquest procés òptic de projectar una imatge invertida es coneix com a càmera obscura (del llatí, que significa habitació o estança fosca). Els primers ulls basats en aquest principi de la càmera obscura van evolucionar fa uns 540 milions d'anys en un mol·lusc marí, conegut com a nàutil, durant el període Cambrià. El principi de la càmera obscura és primordial, i la vida a la terra ha evolucionat per aprofitar-lo.

### Càmera obscura
El principi de la càmera obscura no es limita als ulls, ni tampoc a les lents, sinó que funciona amb un petit forat o obertura i qualsevol espai fosc de qualsevol mida o forma. En els temps moderns, les càmeres obscures s'han fet a partir de capses de sabates, caixes de civada, llaunes de refresc, envasos de galetes, petxines, closques d'ou, neveres, tendes de campanya, camions, hangars d'avions i fins i tot formes concavades de neu i brutícia. Una càmera obscura també es pot produir amb un petit forat en un sostre, paret o persiana a través del qual es projecta la vista de l'exterior sobre una paret dins d'una habitació fosca. El biòleg Donald Perry va fer una expedició a la selva tropical de Costa Rica, on es va enfilar dins la cavitat d'un gran arbre còncau i va descobrir un petit forat que projectava una imatge cap per avall del món exterior a la paret interior oposada del tronc. Aquesta mena d'experiència ha estat possible o disponible al llarg del temps, més enllà dels temps moderns i de la història humana.
La imatge creada sembla una pel·lícula cap per avall. Una càmera obscura es basa en el contrast de lluminositat entre el món exterior brillant i un espai interior tènue, de manera que un contrast més gran produeix una imatge projectada més clara o nítida. No és necessària una foscor absoluta a l'interior, però hi ha d'haver una diferència significativa entre els dos nivells d'il·luminació.

## Bases arqueològiques

### Arquitectura
El registre arqueològic està ple d'excavacions d'estructures construïdes al llarg del temps, però a causa de la decadència natural dels materials i les complexitats de la conservació, com més enrere en el temps, menys probabilitats hi ha que els artefactes hagin sobreviscut. Per exemple, les construccions d'aixopluc i recer paleolítiques del Paleolític inferior (c. 2.600.000–300.000 aC) i del Paleolític mitjà (c. 300.000–45.000 aC) es troben, generalment, menys completes i, per tant, estan subjectes a interpretació, mentre que les que daten del Paleolític superior (45.000 aC. –10.000 BP) són més nombroses i estan més ben conservades. En les estructures paleolítiques generalment hi ha una superestructura restant i, com a resultat, s'han de deduir a partir de petjades d'artefactes.
Per contra, algunes estructures neolítiques conserven elements sobre el sòl. Al Neolític es va produir l'auge de l'agricultura i l'establiment d'assentaments, que van generar un excedent d'aliments i un augment de la densitat de població. Així, l'existència d'una força de treball gran i coordinada va permetre el transport de pedres enormes per construir estructures voluminoses i permanents. Cap al voltant del 5.000 aC, molts grups diversos de persones establerts en una gran àrea erigien grans fustes i pedres, o megàlits, per tancar i delimitar espais comunitaris. En els temps històrics, el desenvolupament de l'escriptura va oferir una nova capa d'informació, amb descripcions de l'aspecte físic, materials, disseny, ús i esdeveniments relacionats amb aquestes estructures. Aquesta combinació de restes i registres escrits millora la precisió de l'anàlisi de l'òptica arqueològica.

### Òptica arqueològica i arqueoastronomia
Hi ha algunes evidències que indiquen que les estructures prehistòriques orientades en direcció a la posició del sol a l'horitzó també van generar situacions de càmera fosca. Alguns exemples a l'Europa occidental inclouen la sortida del sol a mig hivern a Newgrange, la posta de sol a mig hivern a Maeshowe i la sortida del sol a mig estiu a Bryn Celli Ddu.
Si bé els estudis d'astronomia arqueològica han parlat tradicionalment d'aquest tipus de monuments com a observatoris, el treball de camp fet a la dècada de 1990 a Balnuaran de Clava per Ronnie Scott i Tim Phillips suggereix que la posta de sol en ple hivern hauria emès imatges dins de dues tombes de corredor. En reconstruir temporalment els sostres col·lapsats d'aquests monuments, observaren que l'acte d'observar el sol al llarg dels seus passadissos de forma directa era potencialment encegador i, a més, tan sols podia ser vist clarament per una persona a la vegada. En canvi, un grup de més de vint persones es va poder situar d'esquena a l'obertura per veure els efectes de la llum solar que queia sobre els blocs de pedra construïts expressament a les parets d'ambdues cambres. Aquestes observacions van inspirar Scott per especular que aquestes estructures eren càmeres obscures, i que una projecció òptica del disc solar reproduiria els moviments del sol a través del cel de manera que moltes persones els veiessin al mateix temps.

### L'òptica arqueològica i l'arqueologia dels sentits
L'òptica arqueològica contribueix a i forma part d'una disciplina més àmplia, l'arqueologia dels sentits. En lloc d'enregistrar les restes del passat, com ara pedres dempeus o murs construïts, aquesta és una disciplina més àmplia que emfatitza com els espais entre aquests elements erigits pels pobles antics podrien haver estat escenaris per a experiències sensorials, encara que parts de les estructures originals hagin desaparegut. Entre els sentits, la visió ha rebut una consideració important, incloent-hi estudis de visibilitat entre unes estructures i altres, interaccions amb la geologia i la topografia, l'alineació d'astrobomia arqueològica, o el simbolisme del color. Al mateix temps, l'antropologia ha posat al descobert societats que emfatitzen els altres sentits, incloent qualitats com l'aroma i l'olfacte. També es pot considerar la rellevància social dels sentits lligats al menjar i la beguda, així com el tacte i la textura.
Altres estudis han examinat la musicologia arqueològica i l'acústica arqueològica. Alguns artefactes ossis paleolítics han estat interpretats com a instruments musicals o “dispositius de producció de so”, mentre que algunes prestacions naturals dins de les coves emeten sons inusuals. També hi ha hagut suggeriments que l'art rupestre paleolític s'agrupa en llocs on les cavernes tenen propietats especialment ressonants. A la dècada de 1990 les propietats sonores de l'arquitectura construïda (en contraposició a arquitectura com les coves, que són naturals) van ser sotmeses a un escrutini creixent, amb investigacions sobre ressonàncies induïdes vocalment dins de jaciments neolítics amb cambra, així com el fenomen acústic més ampli dins d'una varietat d'estructures megalítiques.
Una arqueologia dels sentits, inclosa l'òptica arqueològica, emfatitza que el passat estava habitat per persones vives, les experiències de les quals eren inherentment parcials i subjectives. De fet, aquesta subjectivitat podria haver donat tant significat com misteri als esdeveniments ocorreguts dins de les estructures antigues. Això reconeix que els sentits probablement han estat utilitzats i entesos de maneres molt diferents pels humans al llarg del temps.

## Desenvolupament del camp de l'òptica arqueològica
L'estudi de les percepcions antigues de la llum es va desenvolupar a partir de moltes fonts dispars (arqueòlegs, artistes, antiquaris i astrònoms), amb precursors que es remunten almenys a un mil·lenni. El 1998, l'arqueòleg Ronnie Scott va especular que les tombes de corredor neolítiques a Escòcia podrien haver estat utilitzades com a càmera obscura. L'any 2000, Robert Temple va publicar una investigació sobre alguns tipus de lents de cristall que es remunten a l'antiguitat.
L'òptica arqueològica, encara sense nom, va sorgir com a línia formal de recerca a partir de l'any 2005, amb una presentació de Matt Gatton i els seus col·legues sobre “La càmera obscura i l'origen de l'art” a la Universitat de Louisville, Kentucky. Posteriorment, van fer presentacions a la Universitat de Lisboa el 2006 i a l'Institut d'Arqueologia de la Universitat d'Oxford el 2007. Un petit nombre d'investigadors, de manera independent, van començar a dur a terme treballs de camp sobre òptica arqueològica dins les tombes de corredor neolítiques. L'any 2011, Morgan Saletta va publicar un article que assenyalava l'existència de projeccions de càmera obscura a dues localitzacions arqueològiques del sud de França. El 2011, Gatton va començar a documentar projeccions òptiques en paratges neolítics de Dinamarca. Aaron Watson, en col·laboració amb Ronnie Scott, va començar a registrar les propietats d'òptica arqueològica dels monuments a Escòcia el 2012, i Gal·les el 2014.
Des del 2011, el concepte d'òptica arqueològica com a camp acadèmic més ampli s'ha fusionat amb l'elaboració de Constantinos Papadopoulos i Holley Moyes del “Oxford Handbook of Light in Archaeology”, que va posar en contacte investigadors que treballaven en línies similars.

## Òptica arqueològica paleolítica

### Estructures del Paleolític
El Paleolític inferior va ser l'època dels primers humans, com l'Homo habilis i l'Homo erectus. Alguns possibles indicis del desenvolupament primerenc de construccions d'aixopluc durant el Paleolític inferior provenen de les excavacions a Olduvai Gorge, Melka Kunturé, Pont-de-Lavaud, Isernia La Pineta, Maozhushan, Bilzingsleben, i Terra Amata.
Durant el Paleolític mitjà, es produí el declivi de l'Homo erectus a mesura que l'Homo neanderthalensis es desenvolupava a Euràsia i l'Homo sapiens a l'Àfrica. Possibles proves de la construcció d'estructures per l'aixopluc al Paleolític mitjà es poden trobar en indrets com Port-Pignot, Saint-Vaast-la-Hougue, Le Lazaret, La Baume des Peyrards, Combe Grenal., La Butte d'Arvigny, La Folie, La Ferrassie, Biśnek, Vilas Ruivas, Ripiceni-Izvor, i Molodava I.
El Paleolític superior va veure l'expansió de l'Homo sapiens i la davallada i extinció definitiva de l'Homo neanderthalensis. Els millors exemples de construccions de recer del Paleolític superior provenen d'excavacions a llocs com Kostienki, Cueva Morín, Grotte du Renne, Vigne-Brune, Dolní Věstonice, Les Peyrugues, Mezin, Ohalo II, Mal'ta, Le Cerisier, Plateau Perrain, Gontsy, Mezhirich, Gönnersdorf, Pincevent i Borneck.

#### Tafonomia
L'evidència física real dels refugis paleolítics es limita a materials permanents com la pedra i l'os. No s'ha trobat cap pal de fusta ni pell d'animal, perquè aquests materials es desintegren amb el pas del temps. Tot i això, es pot estipular l'existència d'elements peribles. Els forats de pals en el sòl demostren l'existència de suports de fusta. L'alineació dels forats o l'existència d'un cercle de pedres de suport descriu l'empremta d'una cuirassa o estructura de la construcció. Finalment, l'àrea coberta per sílex escampat pel treball amb fulles de tall i altres activitats domèstiques, determina encara més la forma interior de l'estructura.
Els tipus de pedres, ossos i minerals que es troben als campaments paleolítics il·lustren, a més, l'ús de pells d'animals com a coberta de tendes. Els ossos d'animals tallats i cremats trobats al voltant de fogueres mostren el tipus d'animals que es caçaven i es menjaven. Les eines de pedra, com ara els rascadors de pells i els dipòsits de minerals emprats en la preparació de pells, mostren l'ús habitual de pells d'animals. A més, hi ha una gran quantitat de paral·lelismes etnogràfics, ja que les cultures indígenes d'arreu del món es van basar en les pells d'animals com a material de coberta per a refugiar-se fins a l'inici de l'era moderna.

#### Modes de vida
Els pobles paleolítics existien abans del descobriment de l'agricultura i la domesticació dels animals, i haurien viscut en petites bandes de caçadors-recol·lectors, movent-se d'un lloc a un altre i explotant recursos vegetals, animals i minerals. Dos dels factors que influïen en l'elecció de la ubicació eren la proximitat a l'aigua dolça i les rutes de migració dels animals. Els recol·lectors paleolítics també establien campaments amb vistes a camps habitats per ramats d'herbívors ungulats.
Els campaments paleolítics es caracteritzaven per ser ocupats de forma repetida, estacional i durant períodes curts de temps. Si bé els habitants eren força mòbils, sense bèsties de càrrega els refugis no eren transportats. Una tenda podia estar al seu lloc durant uns quants anys abans que es deteriorés i s'hagués de reconstruir. El registre arqueològic descriu refugis reconstruïts una vegada i una altra aproximadament al mateix indret. Les bandes de caçadors-recol·lectors del Paleolític seguien un circuit anual amb refugis construïts en punts estratègics del camí.

#### Llars de foc
En els campaments paleolítics hi havia, escampades, fogueres exteriors i interiors. Les llars de foc internes no eren focs oberts, sinó espais buits on es dipositaven pedres escalfades i carbó vegetal. Les llars de foc actuaven com a dissipadors o tampes de calor, on l'energia tèrmica s'emmagatzemava i s'alliberava lentament amb el pas del temps, per mantenir l'habitatge calent. Les pedres calentes i els carbons s'enrotllaven, amb pals o ossos, sobre pells gruixudes d'animals i es transportaven un parell de metres des de la foguera fins a la llar. L'endemà es repetia la tasca: es desmuntaven les llars i es tornaven a muntar rutinàriament. L'escalfament freqüent feia que les roques es decoloressin i s'esmicolessin. Una vegada una roca ja no era retenia la calor de forma efectiva, es llençava a un pou de rebuig proper, juntament amb ossos d'animals i altres residus domèstics. Una llar de pedra interna és una estratègia eficaç per mantenir-se calent, però no proporciona cap llum. Els interiors de les tendes eren, aleshores, llocs foscos, on els pobles del Paleolític haurien pogut observar l'efecte de la càmera obscura.

### Òptica arqueològica paleolítica

#### Reconstruccions
La idoneïtat de les tendes/refugis paleolítics per a la formació casual de fenòmens de càmera obscura es va explorar al llarg d'un seguit d'experiments sota la direcció de Matt Gatton el 2005 i el 2006. El primer conjunt d'experiments va tenir lloc en un ranxo de bisons al comtat d'Oldham, Kentucky. Allí es va aixecar un petit i rudimentari tipi de pell de bisons al costat d'una pastura, i les imatges d'un bisó van passar a través d'un forat a les pells i es van projectar a l'interior de tenda. El segon conjunt d'experiments es va produir en un refugi de roca fora d'Irvine, comtat d'Estill, Kentucky, on els investigadors van recolzar un bastiment de branques d'arbres contra una paret de roca i el van cobrir amb pells de bisó. La imatge d'un cavall a l'exterior es projectava a través d'un forat rugós a les pells i cap a l'espai interior. El tercer conjunt d'experiments va tenir lloc al Musée du Malgré-Tout a Bèlgica, on els arqueòlegs Pierre Cattelain i Claire Bellier van reconstruir una varietat d'estructures paleolítiques provinents de diversos llocs de França, Alemanya i Ucraïna. Hi havia alguns forats a les cobertes de pell de cada tenda. A la tenda alemanya, es van projectar imatges dins de la reconstrucció sobre una pell de conill.

#### Anàlisi estadística
Les reconstruccions de les tendes van establir una certa plausibilitat de la formació accidental de fenòmens de càmera obscura durant el Paleolític, però la plausibilitat no és probabilitat, de manera que la qüestió de la freqüència probable de les imatges projectades va ser explorada mitjançant el modelatge estadístic bayesià.
Per avaluar la probabilitat d'un esdeveniment desconegut, es van utilitzar una sèrie de probabilitats condicionals per crear un arbre de probabilitat mitjançant TreeAge Pro 2011 (Williamstown, MA). Les condicions que afecten l'aparició de les imatges projectades són el context general del refugi, l'existència de l'obertura, la mida de l'obertura, l'exposició a la llum solar, la meteorologia, l'ocupació de l'habitatge i el seu context específic. Donades les diferents situacions pel que fa a les variables; la probabilitat que una persona observés una imatge projectada dins d'un habitatge paleolític oscil·la entre l'1% i el 8% per dia, o entre 4 i 29 vegades l'any. Multiplicant les ocurrències anuals pel rang d'anys i la població humana estimada; els fenòmens de càmera obscura es podrien haver vist entre 54.800 milions i 4.38 bilions de vegades (de 5,48x10 10 a 4,38x1012) al llarg de la prehistòria.

### Implicacions
La probable prevalença de la càmera obscura prehistòrica al llarg de l'experiència humana suggereix diverses implicacions importants per al desenvolupament de l'art, les creences religioses, la filosofia i l'art rupestre.

#### Art
Els orígens de l'art han estat un misteri significatiu, perquè l'art, com a forma de comunicació, és en gran part una construcció social. El problema principal és que no pot existir la intenció de representar un objecte o una escena sense saber abans que aquesta representació és possible. Els investigadors s'han trobat amb grans complexitats per trobar explicacions a la manera com els pobles prehistòrics van ensopegar per primera vegada amb la idea de la possibilitat d'una representació. L'explicació que ofereix l'òptica arqueològica és que les imatges projectades dins d'un espai d'habitatge mitjançant el fenomen de la càmera obscura proporcionaven, segons el professor de Cambridge Nigel Spivey, “una experiència visual prototípica que desencadena el concepte de representació”. A més, les imatges serien experiències compartides, visibles per tots els que es troben a la tenda o estructura a la vegada. Així, el grup podria experimentar col·lectivament, discutir, verificar, confirmar, investigar i interpretar les imatges projectades sobre les superfícies davant d'ells. És, per tant, l'aspecte comunitari de les imatges el que fa socialment factible el desenvolupament de l'art visual.
“Una imatge projectada a l'atzar representa un objecte real; diu «bisó» sense ser un bisó de carn i ossos, calant la idea d'un referent, l'inici conceptual de l'art”. —Matt Gatton

#### Fe
També és possible que les imatges de càmera obscura hagin impulsat la creença religiosa. Una definició àmplia de religió és la creença en un regne alternatiu que influeix en la realitat física. El teòleg Rudolf Otto sostenia que els orígens de la religió es troben en el concepte del fet sagrat, el diví que es presenta com una cosa “totalment diferent” (ganz andere). Les imatges projectades en les tendes paleolítiques haurien ofert una porta d'entrada primerenca al concepte d'un regne alternatiu, una ullada d'un “altre”, que va iniciar la creença en alguna cosa que no es veia moment a moment. Les imatges, un cop vistes, van perdurar en la ment i van arrelar a la cultura.
“La imatge de la càmera separa a l'instant una quasi-realitat lluny de la realitat, eliminant un 'altre' del 'és'; inculcant la mateixa idea que els animals, les plantes i els humans tenen existències en altres formes, esperits, en altres plans". - Matt Gatton
Un cop arrelat el concepte d'un regne alternatiu, hauria proporcionat un domini als agents d'un “altre” món per intervenir en els afers humans. La noció de formes d'esperits és l'arrel mateixa de l'animisme, la forma de religió coneguda més antiga, i potser la primera. La imatge incidental és possiblement la primera visió del “diví”.

#### Filosofia
La qüestió central de la metafísica és la investigació de la naturalesa de la realitat. Les imatges en una tenda paleolítica desencadenarien una cascada de pensaments sobre l'essència de la realitat: Què és aquell pla d'existència? I de manera reflexiva, què és aquest pla? Només entravessant una realitat alternativa aquesta realitat s'obre a qüestionar-la: el mateix inici de l'anàlisi abstracta.

#### Distorsions esquematitzades
Les projeccions de càmera obscura també poden explicar alguns trets comuns entre les pintures rupestres d'animals i persones. L'art rupestre paleolític és ben conegut per les figures icòniques i esquematitzades, generalment amb caps extremadament petits i cossos enormes, sovint encorbats. Exemples dels elements bàsics del lèxic visual d'algunes cultures paleolítiques —repetició, desconnexió, moviment, superposició i distorsió— es troben en gravats sobre pedres planes i ossos dins dels llocs d'habitacions i també a les parets de les coves profundes.
El maig de 2005, Matt Gatton, Walter Brock i Dylan Brock van muntar una càmera obscura de la mida d'una habitació en una granja a Harrodsburg, Kentucky. La imatge d'un cavall es va projectar sobre una petita pedra plana. Era natural que l'artista captés la imatge amb el tors, la pedra gravada subjectada al cos i els ulls mirant la imatge invertida. En aquest escenari era avantatjós inclinar lleugerament la pedra. Com més s'inclinava la pedra, més es distorsionava la imatge de l'animal, el cap de l'animal es reduïa de mida i l'estómac inclinat cap avall, com les distorsions que es veuen en algun art rupestre profund. Aquesta distorsió es coneix com a l'⁣efecte clau de volta. Gatton va proposar que les distorsions profundes de la cova podrien haver resultat dels efectes de la càmera fosca dins de les tendes.

### Conceptes d'òptica arqueològica paleolítics en una cultura més àmplia
La hipòtesi que la gent paleolítica hauria vist efectes de càmera obscura dins dels seus refugis —la teoria de la càmera obscura paleolítica de Gatton— ha guanyat una exposició més àmplia en els darrers anys, incloent-hi referències específiques als llocs següents.
- El doctor Nigel Spivey a How Art Made the World: Cambridge Interviews: Episode 2, "The Day Pictures Were Born" KCET/BBC, 22 de juny de 2006. Sèrie produïda per Mark Hedgecoe i dirigida per Robin Dashwood[82]
- L'exposició “Le cinéma/Pré-cinéma” a la Malle Pédagogique, Collège of Cinéma at Calvados a Caen, França (2009-2010).
- El Festival d'Artefactes de 2014 a Lovaina, Bèlgica, va tenir com a temàtica la teoria de la càmera obscura del Paleolític de Gatton, "De Prehistorie van het Beeld" (La prehistòria de la imatge). Pierre Cattelain i Claire Bellier i el seu equip del Musée du Malgré-Tout van construir una rèplica de la tenda paleolítica Le Ceriser (c. 18.000 BP) a l'atri de la biblioteca pública de Tweebronnen. Gatton va estar present per mostrar als visitants com es projectaven les imatges dins de la tenda.[83] Després del festival, la carpa va ser desmuntada i transportada al Musée du Malgré-Tout per a la seva instal·lació permanent.

- La introducció de la temporada 1, episodi 5, “Hiding in the Light”, de Cosmos: A Space Time Odyssey, que es va emetre per primera vegada als EUA el 6 d'abril de 2014. La sèrie va ser produïda per una associació de National Geographic Channel i FOX, i va ser escrita per Ann Druyan i Steven Soter, i narrada per Neil deGrasse Tyson.
- Imatge AQUEST, Podcast #1: The Ancient Camera (Camera Obscura). Organitzat per Chelsea i Tony Northrup, The Art and Science of Photography, 25 de gener de 2016

## Òptica arqueològica neolítica
El Neolític ofereix la possibilitat d'explorar projeccions d'imatges òptiques dins de l'arquitectura. Les estructures neolítiques van des de cases modestes fins a enormes recintes i túmuls, i es van construir amb combinacions de terra, fusta i pedra. El treball de camp d'òptica s'ha centrat en els monuments megalítics.

### Estructures megalítiques
Els megàlits, o grans pedres, es troben en dos tipus principals de formes arquitectòniques: independents i cobertes de terra. Les pedres dempeus individuals i agrupades (en formacions de cercles, línies, ovals, en “U” o rectangles) no es van utilitzar per suportar el pes de la terra per sobre d'elles, sinó que servien com a marcadors. Les cambres megalítiques dissenyades per suportar el pes d'un monticle de terra, gespa, runa o pedra s'han classificat en grups, que inclouen dòlmens, dòlmens de portals, tombes de galeria, tombes de falca, tombes de corredor i tombes amb pati. El terme “dolmen” descriu agrupacions de pedres erigides que suporten una pedra gran i plana, com si es tractés d'una taula rudimentària de grans dimensions. Els “dòlmens de portal” tenen una llosa de pedra angulada sostinguda per suports que delimiten una cambra, sovint amb entrada. Les tombes de “galeria” són dòlmens allargats formats per dues fileres de pedres verticals (ortòstats) que suporten una sèrie de pedres de coberta plana (llintes). Les tombes de “falca” són més amples a la boca i més estretes a mesura que retrocedeixen cap a dins. Les “tombes de pas” tenen un llarg passatge construït en roques que condueix a una cambra soterrada. Les tombes amb “pati” s'anomenen així perquè tenen el qual sembla ser un pati envoltat per pedres erigides davant de la cambra de la tomba. Tot i que moltes d'aquestes estructures apareixen ara com a monuments independents, les seves pedres eren sovint les subestructures esquelètiques de túmuls eliminats per l'erosió o l'acció humana.
Un nucli important de cambres megalítiques és a Europa occidental: Escandinàvia, les illes Britàniques, França i Ibèria. El seu origen, cronologia i finalitat és un tema de recerca i debat en curs. De fet, no es limiten a Europa, sinó que es troben a Euràsia i a tot el món. La seva importància en les cultures passades se suggereix pel treball i els recursos necessaris per crear-les. Els túmuls construïts amb cura i complexitat van ser proeses importants, que van requerir desenes de milers d'hores per construir-los. Per exemple, s'ha especulat que una força de treball de 400 persones treballant contínuament durant dos mesos cada any hauria trigat uns setze anys a construir el cairn de 200.000 tones a Newgrange.
A les Illes Britàniques és possible que molts tipus diferents de monuments amb cambres, inclosos els construïts amb fusta, hagin estat adequats per a la creació de fenòmens òptics. Estudis recents s'han centrat en un format en particular: el sepulcre de pas megalític.

#### Tombes de corredor
Les tombes de pas comprenen un únic passadís construït en pedra que dona accés a una cambra central, i hi pot haver cambres o cel·les adjacents. Aquesta estructura està totalment coberta per un túmul que pot estar format per terra, runes, gespa o argila. La seva distribució s'estén per l'oest d'Europa. Determinar el nombre exacte d'aquests llocs és problemàtic a causa de la mala conservació de molts. Hi ha més de cent cinquanta tombes de passatge provades a Irlanda, amb una estimació global de més de tres-centes en total, aproximadament cinc-centes a Dinamarca, i més de 250 a Escòcia. La seva classificació s'ha dividit en encara més grups com les tradicions Orkney-Cromarty, Maeshowe i Clava, però totes conserven el mateix format fonamental. La seva construcció probablement va començar al Neolític anterior, poc després del 5600 aC, i s'estén al voltant del 4000 aC en exemples excavats de tombes de passatge de Clava Cairn, però això no implica que s'hagin construït o utilitzat durant tot aquest temps.

#### Preservació de les tombes de corredor
La supervivència de les tombes de corredor és variable i depèn de molts factors. L'excavació de dues fosses de passatge neolítiques posteriors a Balnuaran de Clava va demostrar que la seva arquitectura era intrínsecament inestable i probablement s'hauria ensorrat dècades després de la seva construcció. Els exemples anteriors, inclòs el format Orkney-Cromarty, semblen, en general, haver estat més robusts. Les tombes de passatge també es podien reutilitzar en èpoques posteriors, incloses l'Edat del Ferro i l'Edat Mitjana, i de vegades es va eliminar el seu contingut neolític. Alguns van ser destruïts quan es van construir noves estructures sobre ells. La majoria han requerit consolidació, reconstrucció o enfortiment per permetre l'accés públic. A la vall de Boyne, Newgrange i Knowth han sofert importants excavacions i restauracions. A les Òrcades, el sostre de la cambra de Maeshowe ha estat restaurat després dels danys causats pels víkings al segle XII. En alguns casos, les darreres obres d'edificació n'han alterat notablement l'aspecte, un factor crític que cal tenir en compte a l'hora d'observar i interpretar els fenòmens òptics dins dels seus passatges i cambres.

#### Enigma d'ús
Les tombes de corredor a Europa han estat durant molt de temps un focus de mites i llegendes. La tradició medieval diu que bruixots, gegants, bruixes o dimonis erigien les grans pedres i que els túmuls eren les llars de gnoms, elfs, fades i follets. A Dinamarca, les fosses de pas encara es coneixen com a jættestuer (cases de trols). Una anàlisi dels contes populars irlandesos va revelar que els túmuls megalítics servien com a llocs d'enterrament d'herois antics i eren residències d'éssers sobrenaturals.
Moltes tombes de corredor, de fet, contenen les restes dels morts, de vegades en quantitats importants. Per exemple, les excavacions a Quanterness van revelar els ossos de 157 individus de diverses edats, però el nombre total de conservats dins de la tomba podria haver estat més proper als 400. També es troben restes d'animals i artefactes en alguns llocs, com ara comptes, boles de pedra i ceràmica.
Sembla que l'enterrament no era l'única funció de les “tombes” de corredor. Alguns jaciments contenen poques evidències de restes humanes, tot i que això podria reflectir les seves històries posteriors, mentre que altres tenen evidències d'activitats dels vius. Es van cremar focs dins de les restes a Orkney. A Knowth, Dowth i Newgrange, a Irlanda, hi ha exemples on imatges es van tallar in situ sobre pedres dins dels seus interiors. Els passatges de diversos llocs s'alineen amb la sortida o la posta del sol en èpoques crucials de l'any, fent que s'il·luminin les seves cambres fosques. Molts mostren propietats acústiques extraordinàries. En conjunt, aquests factors suggereixen que les tombes de passatge es podrien interpretar com a escenaris per a activitats diverses que involucraven tant els vius com els morts.

### L'ús de tombes de corredor com a càmera obscura
El treball de camp principal que explora les propietats òptiques de les tombes de pas ha estat realitzat per Matt Gatton a Dinamarca, Morgan Saletta a França, Aaron Watson a Gal·les, Aaron Watson i Ronnie Scott a Escòcia i Eva Bosch a Espanya.

#### Format
El format de les tombes de pas s'adapta especialment a la creació i control de projeccions òptiques. Aquestes estructures reprodueixen el format fonamental d'una camera obscura i el treball de camp ha demostrat que poden tenir una capacitat de projecció notable. La cambra ofereix un espai fosc mentre que el pas únic permet controlar de prop el moviment de la llum. En alguns casos, només la seva configuració bàsica és suficient per projectar una projecció, i un petit nombre ofereixen mecanismes a través dels quals es pot controlar de prop la llum. Per exemple, la caixa del sostre de Newgrange té proves de la reubicació repetida de blocs de quars que es podrien haver utilitzat per manipular projeccions òptiques. En la majoria dels casos, però, es van requerir obertures addicionals.

#### Accés restringit
Les entrades de moltes tombes de corredor semblen haver estat segellades temporalment de diverses maneres: mitjançant blocs, lloses, blocs, taulons o marcs de fusta, com ho demostren els forats en la terra al costat de l'entrada. El de Maeshowe té un racó prop de l'entrada del pas que conté una pedra de portal acuradament equilibrada que es pot pivotar al seu lloc. Això deixa un buit estret entre la part superior d'aquest bloc i les llindes del pas, permetent així que la llum entri fins i tot quan el pas és intransitable per a la gent. En canvi, la caixa del sostre de Newgrange es troba a sobre del passadís, característica comparable a Cairn G a Carrowkeel. Aquestes obertures es podrien operar independentment dels passatges. Fins i tot en absència d'aquests dispositius, només calen afegits menors (blocs de pedra, un forat en un tauló de fusta o una pell d'animal penjada entre els pals de l'entrada) per convertir el monument en una càmera obscura operativa. El passatge serveix com a conducte de llum i la part posterior de la cambra actua com a superfície de projecció.

#### Pla d'obertura
El caràcter de les projeccions òptiques dins de les tombes de pas és determinat per una sèrie de factors interconnectats. La il·luminació a l'interior del monument ha de ser baixa, però no sempre cal una foscor total, sinó que això depèn de la lluminositat relativa exterior. Les observacions a Grey Cairns de Camster per part d'Aaron Watson i Ronnie Scott van demostrar que era possible fer projeccions sobre la boira, pluja i sota núvols intensos, però que aquestes condicions perjudicaven significativament la seva nitidesa. La mida i la brillantor de les projeccions es poden ajustar tan modificant la mida de l'obertura com movent el mateix pla d'obertura en relació amb el pla focal, que sovint és la paret de la cambra alineada amb el corredor. Augmentar la distància focal movent l'obertura al llarg del corredor augmenta la mida de la projecció, però també en redueix la brillantor. La reducció del diàmetre de l'obertura dona com a resultat una imatge més enfocada, però cada vegada més fosca. Un altre factor que hi contribueix és la textura de la superfície sobre la qual es projecta la imatge. Per exemple, les observacions d'Aaron Watson han revelat que la llosa que constitueix la paret posterior de la cambra de Bryn Celli Ddu és prou llisa per mostrar una imatge detallada. En canvi, les projeccions a l'interior de Cuween Hill cauen sobre murs de pedra rugosa, la qual cosa requereix que s'augmenti la distància entre l'obertura i el pla focal, augmentant així la imatge per fer-la visible.

### Tipus d'imatges projectades dins de sepulcres de corredor neolítics

#### Imatges del sol
Quan s'alinea amb el sol, una tomba de corredor configurada correctament és capaç de projectar una imatge ampliada del disc solar. Mentre l'obertura es mantingui estàtica, aquest disc solar projectat es mourà al llarg de la paret mentre el sol es mou pel cel. Durant la sortida del sol, per exemple, la imatge del sol semblarà viatjar per la cambra i després per les parets del passadís. Gatton ha suggerit que les imatges esculpides a les parets de la cambra de Cairn T a Loughcrew poden reproduir aquests moviments del disc solar.
El 2011, l'arqueòleg Morgan Saletta va informar de projeccions solars a Grotte de Bounias i Grotte de la Source durant les postes de sol equinoccials. Aquests van ser el resultat del format arquitectònic d'aquests monuments, que creaven obertures prou restringides per projectar una projecció perceptible, encara que desenfocada.
Durant l'època de la sortida del sol de mig estiu el 2014 i el 2015, Aaron Watson va documentar projeccions solars a Bryn Celli Ddu. En situar l'obertura a prop de la cambra, va ser possible projectar una imatge clara dels arbres propers i el sol naixent, emmarcats junts pel contorn del passatge. En canvi, traslladar l'obertura a l'entrada del pas va augmentar significativament el disc solar fins a un diàmetre de 10. cm.

#### Imatges de monuments alineats
Si una tomba de corredor està alineada amb un altre monument, es pot utilitzar el mètode de la càmera obscura per projectar imatges reconeixibles d'aquest monument a la cambra. Per exemple, mentre que el sol ponent brilla directament a la cambra de Maeshowe quan el sol es troba al seu extrem sud-oest (postes de sol del solstici d'hivern), també hi ha una alineació inversa (sortida del solstici d'estiu) quan el sol es troba al seu extrem nord-est. Això il·luminarà la llunyana pedra de Barnhouse de manera que la seva imatge es pugui projectar dins de la cambra de Maeshowe.
A Balnuaran de Clava, dues tombes de corredor veïnes comparteixen un eix sud-oest per tal que els seus passadissos s'obrin en direcció a la posta de sol de ple hivern. El cairn al sud-oest no només sembla emmarcat centralment quan es mira el corredor des d'aquest cap al nord-est, sinó que el treball de camp de Ronnie Scott i Tim Phillips ha documentat com sembla que el sol ponent de mig hivern descendeix directament al vèrtex del seu sostre.

#### Imatges del paisatge
Moltes tombes de pas estan situades en indrets elevats amb vistes extenses, o fins i tot se centren en característiques topogràfiques distintives. Per tant, aquests elements apareixeran dins de projeccions òptiques dins de les seves cambres. Aaron Watson ha documentat projeccions òptiques dins de Cuween Hill, Orkney, que ofereixen unes vistes àmplies de la badia de Firth. Dins del Dwarfie Stane, també a les Òrcades, és possible projectar una imatge panoràmica de les terres altes d'Hoy.
Tot i que la majoria de les tombes de passatge hagin perdut les llindes i els sostres, és possible considerar les vistes que es podrien haver projectat originalment a les seves cambres. Per exemple, les ruïnes de Badnabay, al nord-oest d'Escòcia, semblen estar alineades cap a una muntanya amb un perfil distintiu.

#### Imatges de persones
La llum solar reflectida pot il·luminar les persones ubicades dins dels patis de les tombes, creant el que Gatton ha descrit com a projeccions “d'esperit” a causa de les seves qualitats efímeres i espectrals. A contrallum, aquestes figures apareixen com a siluetes fosques, però en aquells moments en què el sol està darrere del monument, i la zona del pati d'entrada molt il·luminada, les imatges milloren en color i detall. Aaron Watson ha fotografiat projeccions òptiques de persones dins de Cuween Hill, Wideford Hill, Vinquoy Hill, Dwarfie Stane i Grey Cairns of Camster.
Les projeccions de càmera obscura es mouen en temps real, tot i que les figures humanes projectades apareixen cap per avall i de darrere a davant. Això crea il·lusions distintives on individus, o fins i tot grups de persones, poden semblar emergir de la paret de la cambra. A mesura que els angles entre el subjecte extern i l'obertura es tornen cada cop més oblics, també es poden fer projeccions sobre el terra, les parets i el sostre d'un monument. Això pot crear la il·lusió d'una ombra humana que es mou per la tomba de corredor.

### Experiències multisensorials immersives dins de tombes de pas
L'arquitectura de la tomba de corredor limita espacialment el nombre de persones que poden ocupar simultàniament les seves cambres, restringint de manera efectiva l'accés a tipus especialitzats de coneixement i combinacions inusuals d'experiència sensorial. Tant si aquests llocs encarnen orientacions astronòmiques, ocupen llocs especials del paisatge o actuen com a receptacles de restes ancestrals, la teoria de la càmera obscura amplia la importància i el significat de la llum que entra en aquests monuments.
Les imatges cap per avall del món exterior, vistes per persones situades a les profunditats d'un cairn megalític, generarien de manera molt efectiva una sensació “d'alteritat”. A més, la gent del Neolític no posseïa els coneixements actuals de la física òptica i haurien tingut les seves pròpies explicacions respecte a aquests fenòmens. Fins i tot des d'una perspectiva científica, però, l'acte de presenciar la projecció del disc solar, o figures humanes que apareixen en un mur de pedra, suggereix més aviat una trobada amb el sobrenatural. S'ha plantejat que les projeccions del sol podrien haver estat interpretades com la manifestació d'una deïtat solar neolítica.
Finalment, les projeccions òptiques convergeixen amb altres qualitats sensorials d'aquests llocs, que poden incloure la presència de restes de morts, art rupestre i efectes sonors “d'acústica arqueològica”. També hi ha la possibilitat que aquest tipus d'experiències es combinessin i coreografiessin per tal de maximitzar el seu impacte teatral sobre el públic. En lloc de llocs silenciosos de la mort, les tombes de corredor poden haver actuat com a llocs on la gent podria participar en poderoses experiències multisensorials.

## Monuments funeraris de l'Antic Egipte
Els antics egipcis també poden haver presenciat i registrat efectes de càmera obscura. Els textos egipcis antics, coneguts col·lectivament com els Llibres de l'inframón, descriuen els complexos funeraris faraònics com a màquines de resurrecció impulsades pel sol que d'alguna manera intervenien en la fusió de l'ànima del faraó amb el déu solar. La continuació de tot el cosmos depenia del déu solar que es regenerava a la foscor.
El concepte de l'antic Egipte de l'ànima faraònica era complicat i estava dividit en diversos aspectes. L'⁣aspecte ka era un doble esperit, creat en néixer, amb l'aspecte físic de la persona. Després de la mort, el ka abandonava el cos i viatjava per l'inframon a la nit i tornava a la seva representació física (la mòmia, l'estàtua o les obres d'art) cada matí. Els temples mortuoris faraònics, que miraven a l'est cap al sol de l'alba i es van col·locar al costat de les piràmides durant l'època de la construcció de les piràmides, presentaven un santuari interior enfosquit amb una estàtua ka del faraó. Quan el sol sortia per l'horitzó, els seus raigs viatjaven pel passadís central del temple i projectaven la imatge del sol sobre el ka i, per contra, reflectien el ka cap al sol, unint els dos. Aquest és el salt conceptual que sustenta la cultura egípcia antiga: el camí de l'ànima del faraó en un feix de llum.

## Ritus de culte de misteri de l'Antiga Grècia
Les religions de misteri van dominar l'àmbit mediterrani durant l'antiguitat clàssica. La secta del misteri més important va ser el ritu sagrat de la deessa Persèfone a Eleusis, Grècia, que va dominar durant gairebé dos mil anys (des d'almenys 1500 aC fins a finals del segle IV dC). Els misteris d'Eleusi van començar com una petita religió localitzada, van créixer constantment i van ser adoptats com a part de la religió estatal de la veïna Atenes al voltant del 600 aC.
Dins del temple cavernós fosc hi havia un edifici sagrat més petit que contenia objectes de culte, normalment ídols escultòrics, i un foc molt brillant. Al temple, els iniciats tenien una experiència directa cara a cara amb els déus, que apareixien com a fantasmes de llum. Plató descriu els iniciats que experimenten “aparicions perfectes, senzilles, tranquil·les i feliços [eudaímona phásmata] en una llum pura...” (Pheedrus 250c ).
El principi òptic de la càmera fosca, una imatge projectada a una zona fosca des d'una àrea brillant adjacent a través d'una petita obertura, funciona independentment de l'escala de les zones fosques i clares. Si l'interior d'una habitació és molt brillant i l'exterior és molt fosc, un forat projectarà la imatge de l'espai més petit a l'espai més gran, més aviat com un projector de cinema en un teatre. Matt Gatton ha proposat que els sacerdots (o sacerdotesses) d'Eleusis havien fet funcionar una cabina de projecció rudimentària, un “projector eleusí”, on la sala de foc sagrada del sacerdot actuava com a caixa de llum i l'espai fosc cavernós ple d'iniciats era el teatre.
| «                                                                                                  | The initiates were not directing their attention toward the priest or the sacred house, but looking the other direction at spectral images that they believed were gods, shining and moving about… | » |
| — Matt Gatton, The Eleusinian Projector: The hierophant’s optical method of conjuring the goddess. | |   |